# كرانشي رول
كرانشي رول (Crunchyroll) هو موقع أمريكي لبث أعمال الشرق الآسيوية وخصوصًا الأنمي والمانغا والدراما اليابانية. على عكس الخدمات الأخرى مثل نتفلكس وهولو، يعمل كرانشي رول على ترخيص أعماله في جميع أنحاء العالم، ويمتلك العديد من الأعمال المرخصة حاليًا في العالم العربي مثل ون بيس وناروتو وهجوم العمالقة. انضمت في 2024، تجاوز عدد الأعضاء المشتركين بالعضوية المميزة في موقع كرانشي رول 13 ملايين مشترك مميز ووصل العدد الكُلّي للمشتركين في 2021 إلى 120 مليون مشترك حول العالم. في 2022، أعلنت كرانشي رول عن دبلجة أنميات للعربية وبثها في منصتها لأول مرة.

## انتقادات
تلقت كرانشي رول انتقادات واسعة لاكتسابها الشهرة بسبب تحولها من موقع لنشر حلقات الأنمي بطريقة غير قانونية إلى موقع قانوني مستغلة جهود فرق الفانسب. تلقت كرانشي رول أيضًا انتقادات بسبب سوء الترجمة والـtypesettings (ترجمة الإشارات والعلامات) وجودة مقاطع الفيديو، وكذلك لخداع المشاهدين بوجود دقة الـ1080p التي ما هي إلا تلاعب بجودة الـ720p مما يؤدي إلى زيادة حجم الفيديو وعدم وجود زيادة فعلية في دقته.

## الأنميات المُتاحة في العالم العربي
يوجد على كرانشي رول أكثر من 500 أنمي حتى الآن مترجم للعربية. ولديها حاليًا العديد من العروض مبثوثة تزامنيًا (العرض بعد ساعة واحدة من العرض الأصلي في اليابان) متاحة في منطقتي الشرق الأوسط وشمال إفريقيا.
على الرغم من هذا، إلا أن هناك العديد من الأعمال غير المتاحة في الوطن العربي حاليًا، من أهمها القناص بالإضافة إلى سلسلة دراغون بول لأسباب تتعلق بالتراخيص من الأستوديوهات المالكة (الرُخَص تعتبر غير دولية، مجزئة ومكلفة، لذا شراء الرخصة لكل منطقة سيأخذ وقت).
نذكر لكم هنا بعض الأنميات المشهورة التي توفرها كرانشي رول العربية مترجمة:
- ون بيس
- قاتل الشياطين
- جوجوتسو كايسن
- ناروتو
- مغامرات جوجو العجيبة
- ري: زيرو
- بلاك كلوفر
- هجوم العمالقة
- دكتور ستون
- الطفيليات
- فجر يونا